# Suzanne Somers
Suzanne Somers, all'anagrafe Suzanne Marie Mahoney (San Bruno, 16 ottobre 1946 – Palm Springs, 15 ottobre 2023), è stata un'attrice, imprenditrice e scrittrice statunitense.

## Biografia
Suzanne Somers divenne nota al pubblico per il ruolo di Chrissy in Tre cuori in affitto (1977-1981), che le valse la candidatura al Golden Globe come migliore attrice, e per quello di Carol in Una bionda per papà (1991-1998), con Patrick Duffy. Entrambe le serie ottennero un enorme successo di pubblico regalando così alla Somers una grande fama, soprattutto presso il pubblico più giovane. Al cinema è ricordata per American Graffiti (1973), dove interpretò il ruolo della donna misteriosa accanto a Richard Dreyfuss e Ron Howard, e per Una 44 Magnum per l'ispettore Callaghan (uscito nello stesso anno) con Clint Eastwood. 
Nel 1980 fu protagonista con Donald Sutherland di Niente di personale. Nel 1989 partecipò al videoclip del singolo Liberian Girl di Michael Jackson. Nel 1996 fu guest star nei panni di se stessa in un episodio de I Simpson. Successivamente partecipò al film Dimmi che non è vero (2001) con Sally Field. Nel 2003 ebbe una stella sulla Hollywood Walk of Fame. È morta il 15 ottobre 2023, il giorno prima del suo 77º compleanno, per un tumore al seno diagnosticatole nel 2000.

## Filmografia parziale

### Attrice

#### Cinema

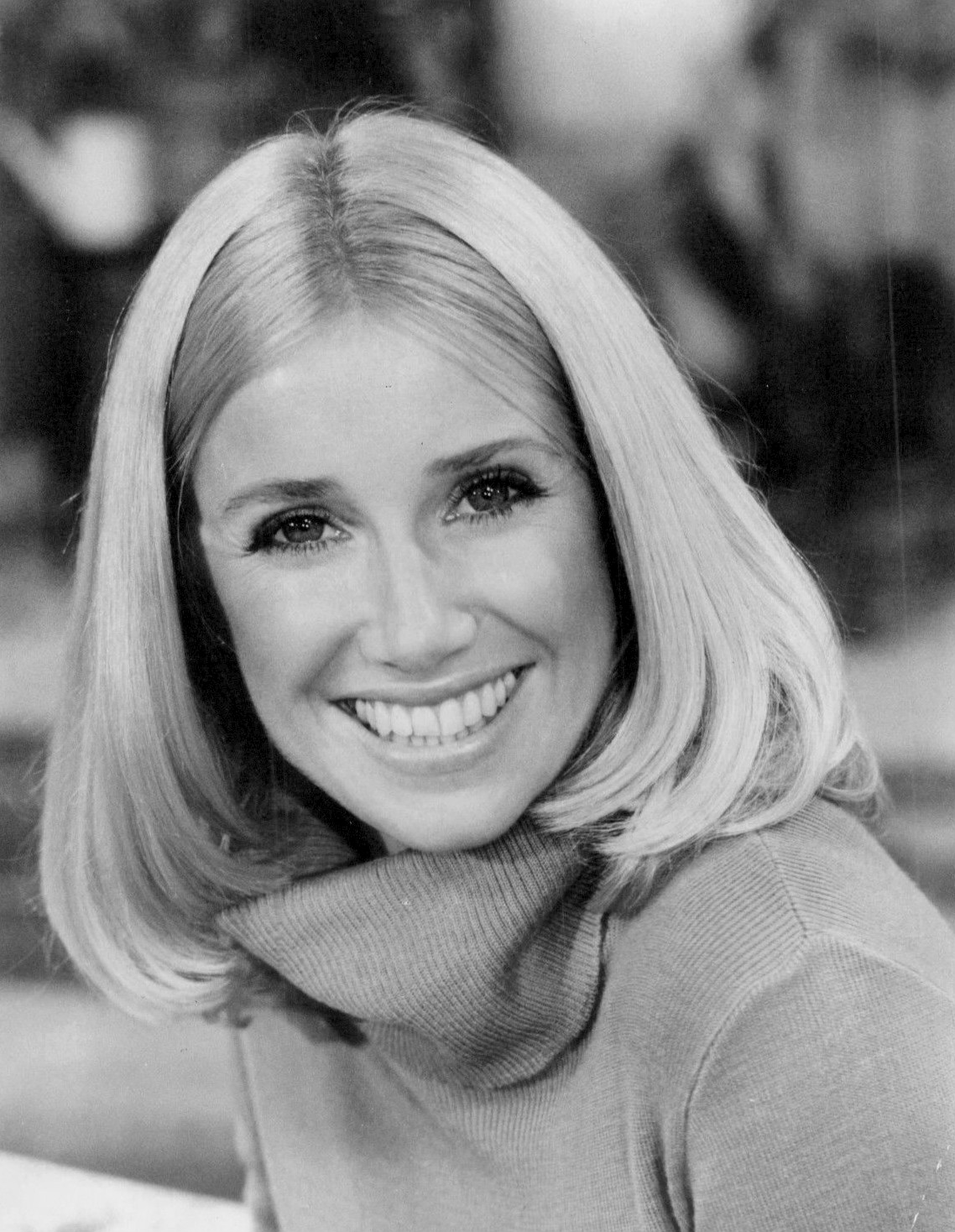
Suzanne Somers nel 1977

- Bullitt, regia di Peter Yates (1968)
- Minuto per minuto senza respiro (Daddy's Gone A-Hunting), regia di Mark Robson (1969)
- Ha l'età di mio padre ma l'amo pazzamente (Fools), regia di Tom Gries (1970)
- American Graffiti, regia di George Lucas (1973)
- Una 44 Magnum per l'ispettore Callaghan (Magnum Force), regia di Ted Post (1973)
- Niente di personale (Nothing Personal), regia di George Bloomfield (1980)
- La signora ammazzatutti (Serial Mom), regia di John Waters (1994)
- Dimmi che non è vero (Say It Isn't So), regia di J.B. Rogers (2001)

#### Televisione
- Ben Casey – serie TV, episodio 3x05 (1963)
- Lassie – serie TV, 1 episodio (1965)
- Agenzia Rockford (The Rockford Files) – serie TV, 1 episodio (1974)
- Love Boat (The Love Boat) – serie TV, 1 episodio (1977)
- Starsky & Hutch – serie TV, 3 episodi (1975-1977)
- Giorno per giorno (One Day at a Time) – serie TV, 1 episodio (1976)
- Terrore a Lakewood (It Happened at Lakewood Manor), regia di Robert Scheerer – film TV (1977)
- L'uomo da sei milioni di dollari (The Six Million Dollar Man) – serie TV, 1 episodio (1977)
- Spiaggia a Zuma (Zuma Beach), regia di Lee H. Katzin – film TV (1978)
- Tre cuori in affitto (Three's Company) – serie TV, 100 episodi (1977-1981)
- Le signore di Hollywood (Hollywood Wives), regia di Robert Day – film TV (1985)
- Totally Minnie, regia di Scott Garen – film TV (1988)
- I segreti di Suzanne, regia di John Korty – film TV (1991)
- Una bionda per papà (Step by Step) – serie TV, 160 episodi (1991-1998)
- La cantina degli orrori (The Darkling), regia di Jeffrey Reiner – film TV (1999)

### Doppiatrice
- I Simpson (The Simpsons) - serie TV, 1 episodio (1996)
- Rusty, cagnolino coraggioso (Rusty, a Dog's Tale), regia di Shuki Levy (1998)